# Зеленниковская узкоколейная железная дорога
Зеленниковская узкоколейная железная дорога — лесовозная узкоколейная железная дорога в Верхнетоемском районе, Архангельской области, на правом берегу реки Северная Двина.
Максимальная длина 84 км, эксплуатируется в настоящее время 57 км, ширина колеи 750 мм. Год открытия: 1949 год. Год закрытия: 2018. Разобрана. Имела пассажирское движение и грузовое движение.

## История
В 1949 году был открыт первый участок узкоколейной железной дороги. Посёлок Зеленник строился одновременно с узкоколейной железной дорогой, датой основания посёлка считается 1951 год. На узкоколейной железной дороге существовал лесной посёлок «Лесной», посёлок был закрыт в 1973 году. По состоянию на июнь 2005 года, узкоколейная железная дорога работает, путь поддерживается в хорошем состоянии, дорога работает круглый год.
В 2018 году начата разборка.По состоянию на июнь 2020 года, дорога полностью разобрана, остались только несколько кабин тепловозов в качестве сараев.

## Подвижной состав

### Локомотивы

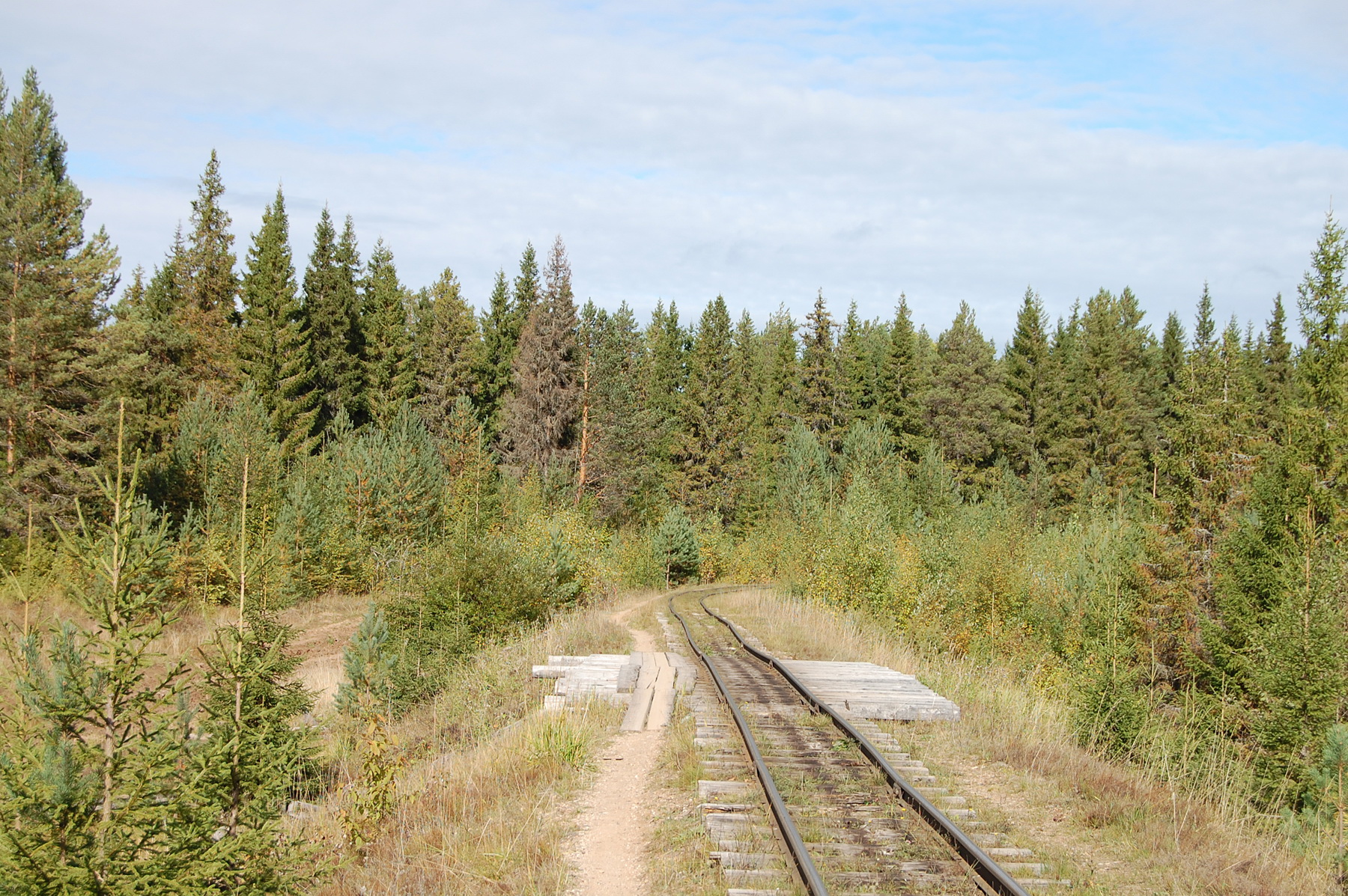
Мост на 2-м км

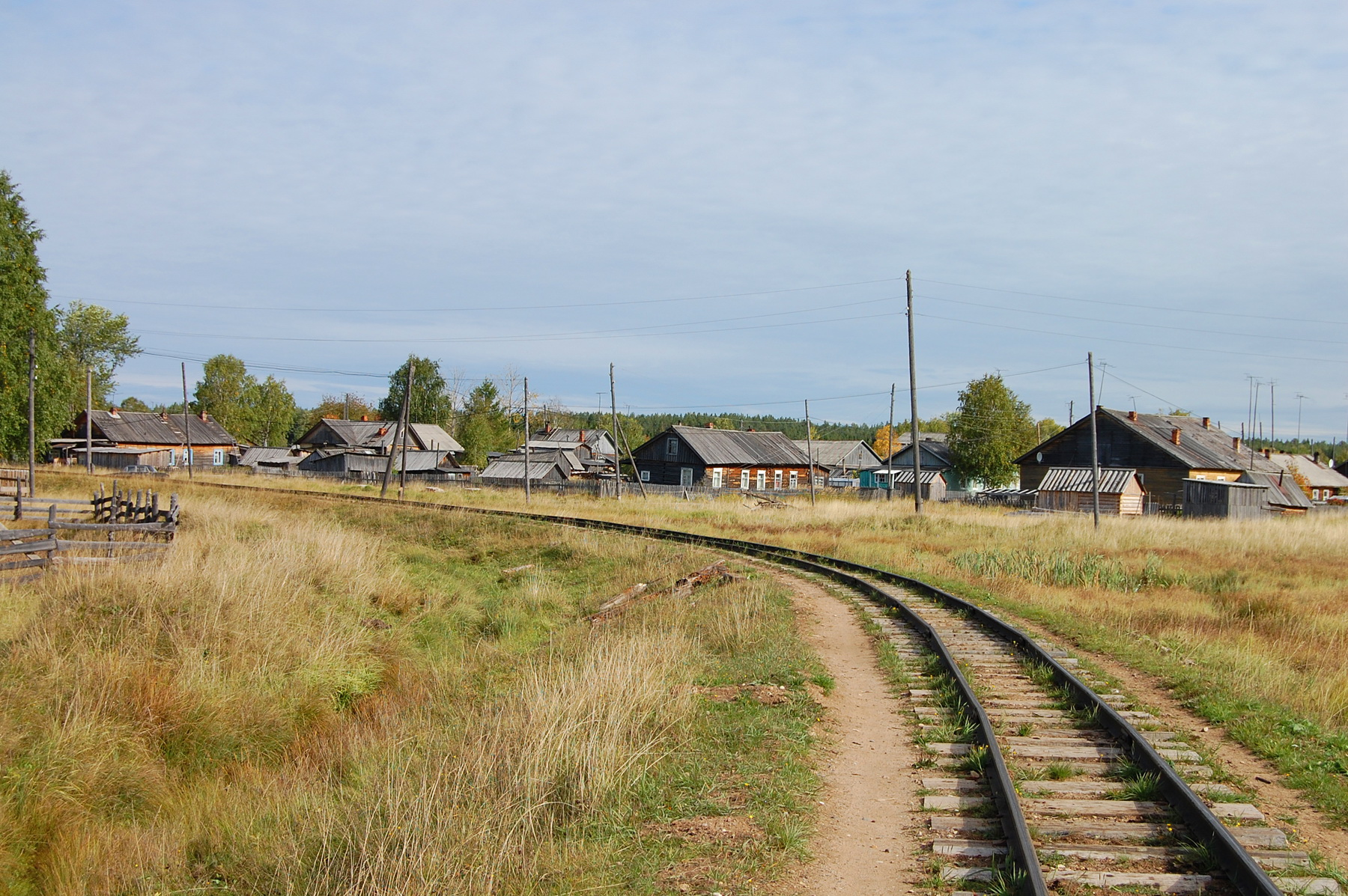
Путь в посёлок Зеленник

- ТУ6А — № 2061, 2840, 3080, 3459
- ТУ8 — № 0191, 0333, 0470
- ТУ4 — № 2663

### Вагоны
- Вагоны ПВ40
- Вагоны-сцепы
- Вагон-цистерна
- Хопперы-дозаторы
- Вагоны платформы

### Путевые машины
- Несамоходная крановая установка ЛТ-110
- Снегоочиститель узкоколейный

### Частные средства передвижения
- Самодельные «пионерки»

## Фотогалерея

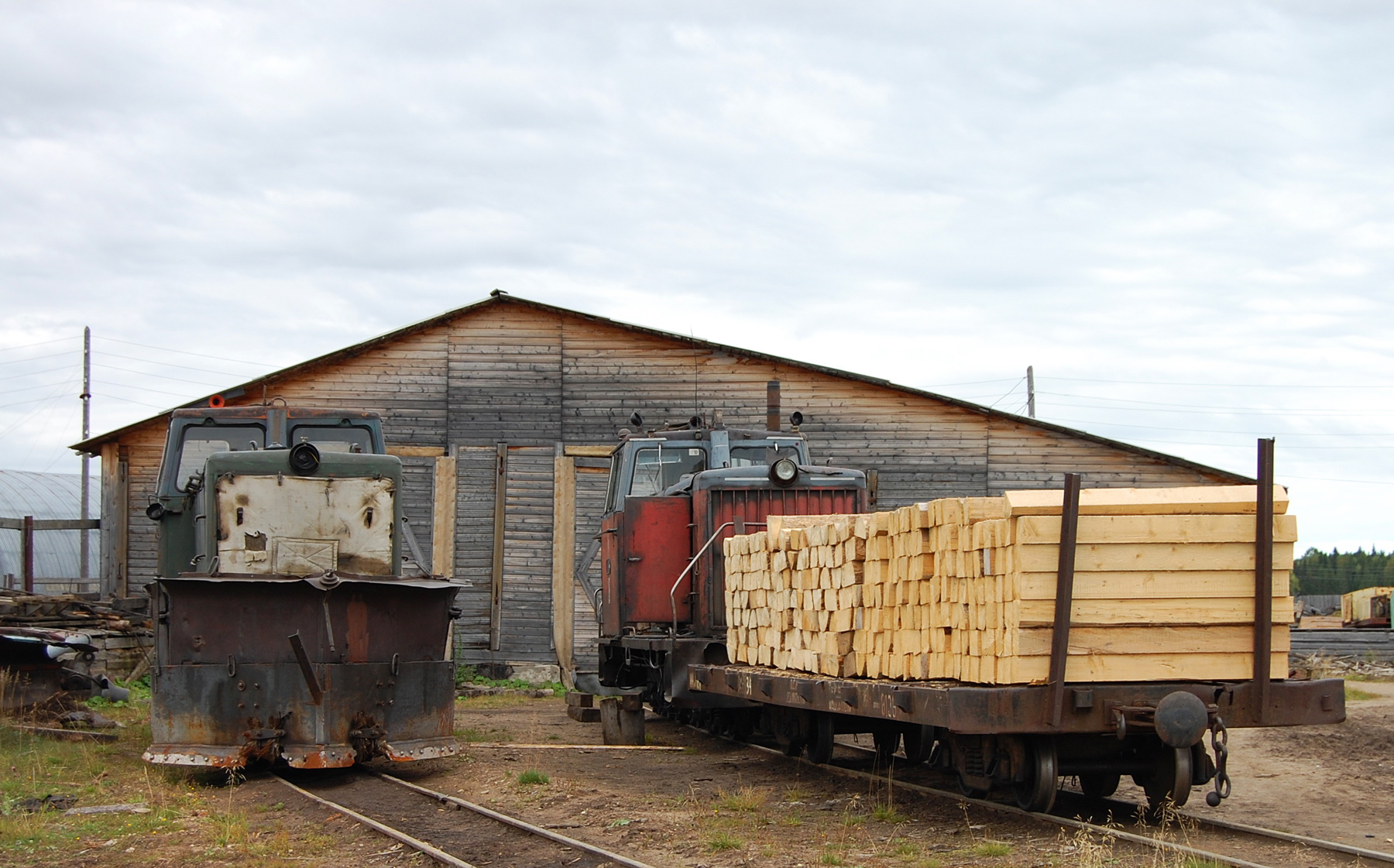
Локомотивное депо
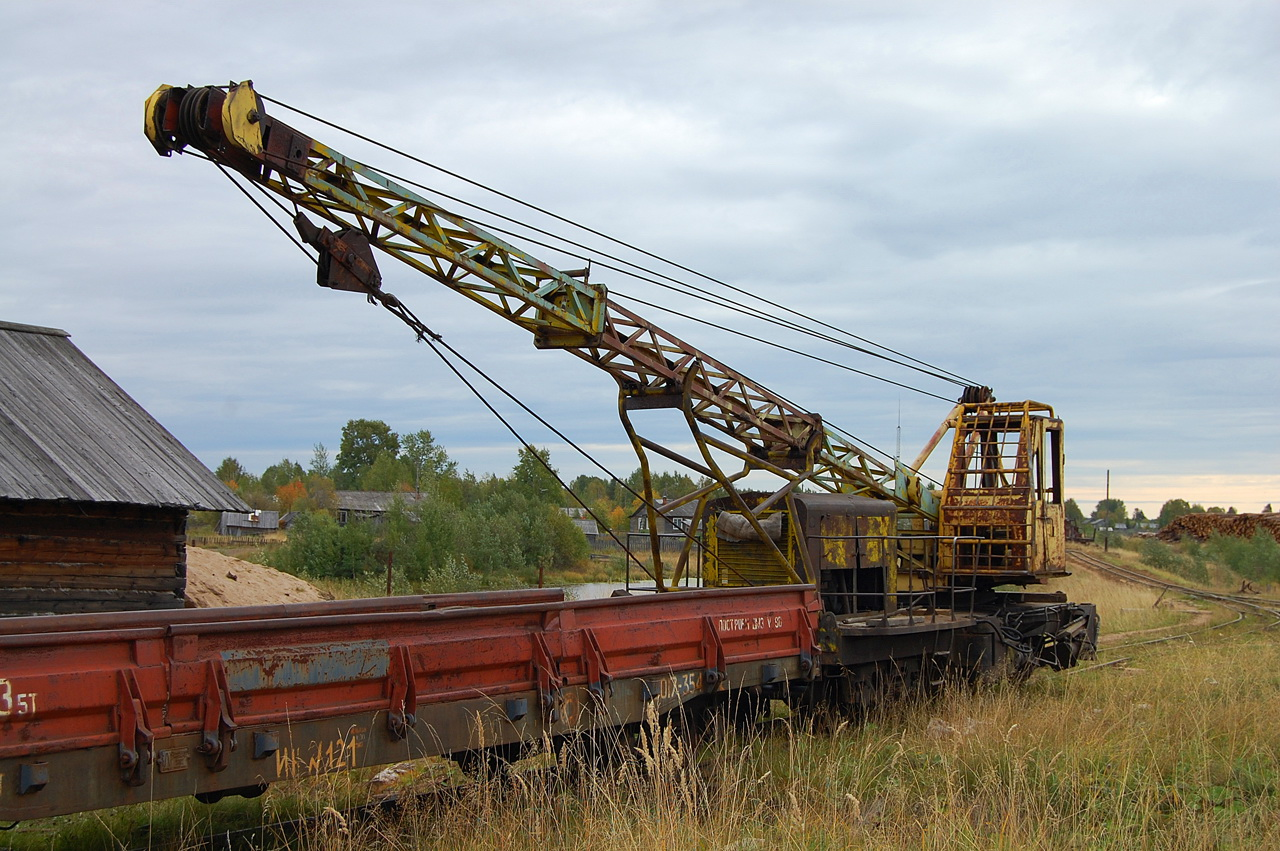
Несамоходная крановая установка ЛТ-110
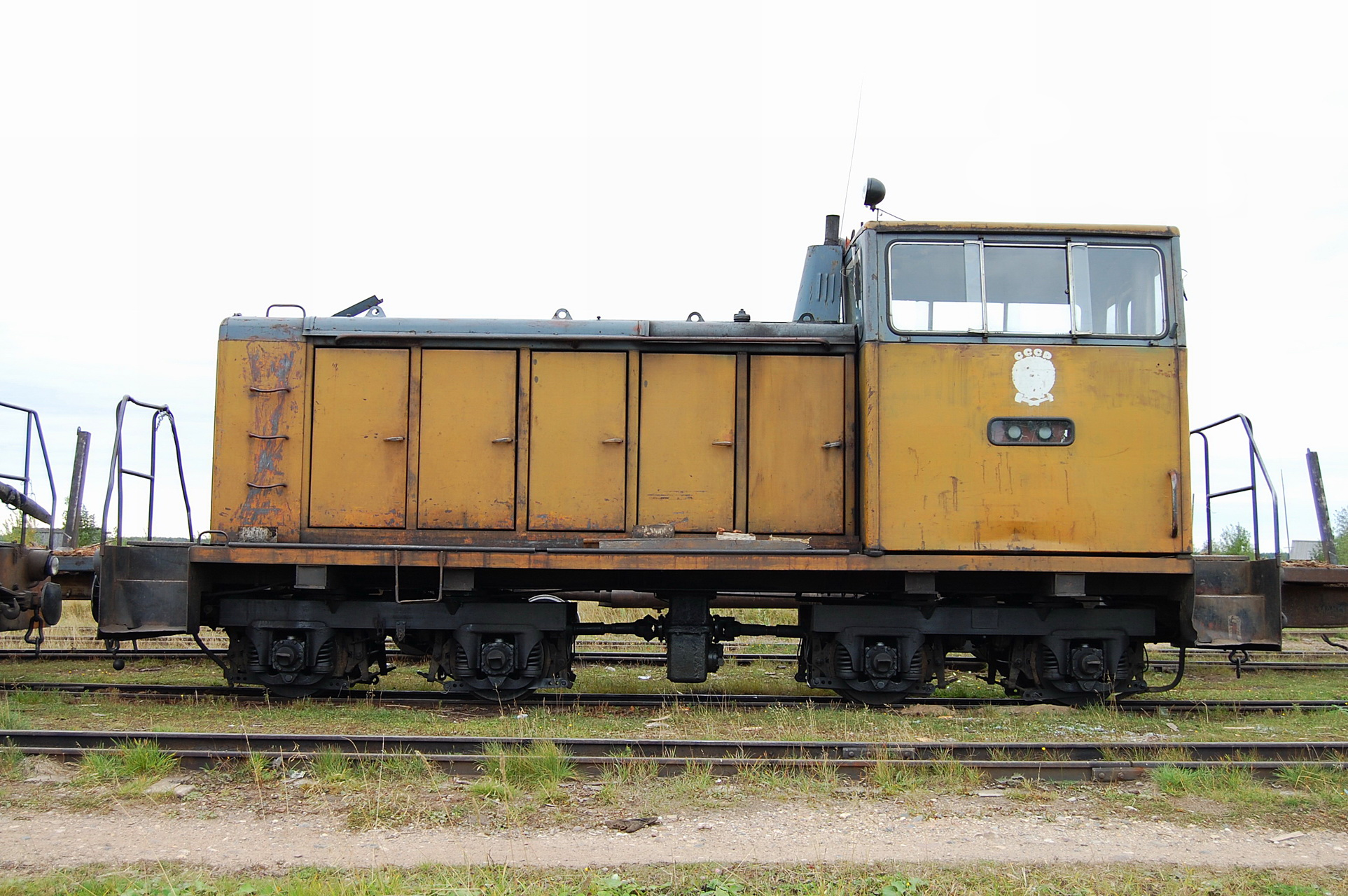
Тепловоз ТУ6А - № 3459